# Anton Dahlem
Pour les articles homonymes, voir Dahlem.
Anton Dahlem (né le 30 décembre 1859 à Niederlahnstein et mort le 7 avril 1935 dans la même ville) est avocat et député du Reichstag.

## Biographie
Dahlem étudie au collège supérieur d'Oberlahnstein et se forme d'abord à la construction navale avec son père. En 1879, il passe au lycée, d'abord à Coblence puis à Montabaur. Il étudie le droit dans les universités de Wuryzburg, Munich et Bonn. Dans le service de préparation juridique, il est employé à Niederlahnstein, Wiesbaden et Francfort-sur-le-Main. Depuis novembre 1892, il est avocat à Oberstein et depuis 1904 admis au tribunal de district de Niederlahnstein et au tribunal de district de Wiesbaden, à partir de 1904, il est également notaire.
De juillet 1902 à 1918, Anton Dahlem est membre de la Chambre des représentants de Prusse et du Reichstag dans la 3e circonscription du district de Wiesbaden (de) (Saint-Goarshausen, Bas-Westerwald (de)) pour le Zentrum. Il est également le chef de l'association des agriculteurs de Nassau et de 1920 à 1922 un conseiller municipal de Niederlahnstein. Il est également membre du conseil d'arrondissement et membre du conseil de l'église catholique de Niederlahnstein. Il est décoré de l'Ordre de l'Aigle rouge de 4e classe.